# 塌陷

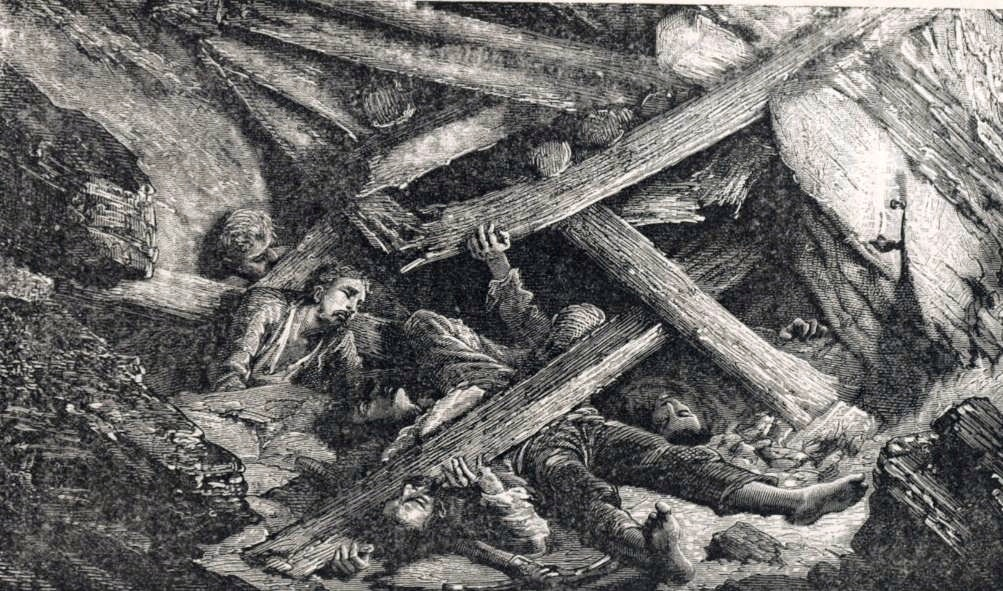
一張礦井塌陷的照片

塌陷又稱塌方、崩塌，是指地质构造、矿井或建築以及隧道结构因雨水沖刷、設計缺陷等原因出現的坍塌和倒塌現象。人們在采矿、挖掘隧道和壕溝時，極易出現塌陷現象。冰川洞和其他冰层结构如果處於溫暖的環境小也非常容易出現崩塌。